# Peter Brock (racerförare)
Peter Brock, född den 26 februari 1945 i Hurstbridge, Australien, död den 8 september 2006 i Gidgeannup, var en australisk racerförare.

## Racingkarriär
Brock är mest känd för att ha vunnit Bathurst 1000 nio gånger, vid flera tillfällen tillsammans med Jim Richards. Han vann även Sandown 500 nio gånger, vilket har lett till att han klassas som en av tidernas bästa enduranceförare. Han vann ATCC tre gånger; 1974, 1978 och 1980 för Holden, märket han förknippas med än idag. 2006 avled Brock under ett rally efter att ha förlorat kontrollen i en högfartskurva. Brocks död togs emot med bestörtning i Australien, där han var lika välkänd som formel 1-världsmästarna Jack Brabham och Alan Jones. Mark Webber har beskrivit Brocks popularitet i F1 Racing; "Peter Brock blev så populär för att han alltid tävlade hemma. Det uppskattas verkligen i Australien. Fansen vill kunna se sina hjältar på plats." Hans begravning blev en statlig begravning efter att hans familj officiellt gett sitt godkännande.